# Verona (Ohio)
Pour les articles homonymes, voir Verona (homonymie).
Le village de Verona est situé dans les comtés de Montgomery et Preble, dans l’État de l’Ohio, aux États-Unis. Sa population s’élevait à 494 habitants lors du recensement de 2010, estimée à 478 habitants en 2017.

## Source
- (en) Cet article est partiellement ou en totalité issu de l’article de Wikipédia en anglais intitulé « Verona, Ohio » (voir la liste des auteurs).